# Pastorela

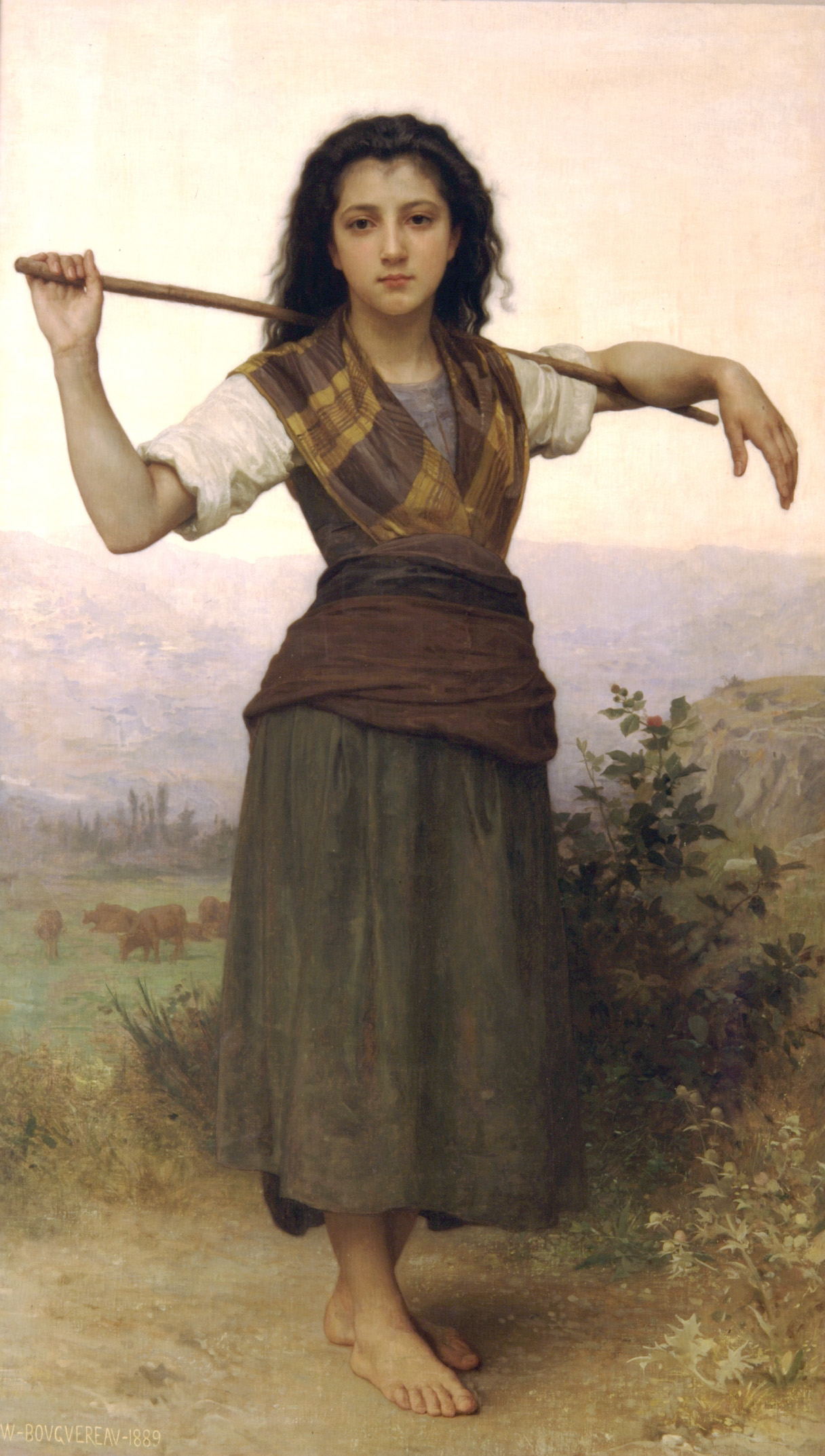
Uma pastora, por William-Adolphe Bouguereau

Pastorela foi um género de cantiga medieval trovadoresca, muito comum no norte da França, entre uma pastora e um cavaleiro. Esta cantiga era cantada em língua occitana, e o seu conteúdo era habitualmente humorístico. Este género musical deve-se a Marcabru (1130-1150), um dos primeiros trovadores.

## Lista de pastorelas
| Compositor          | Incipit                                | Notas                     |
| ------------------- | -------------------------------------- | ------------------------- |
| Marcabru            | L'autr' ier jost' una sebissa          |                           |
| Marcabru            | L'autr' ier, a l'issida d'abriu        |                           |
| Giraut de Bornelh   | L'autrier, lo primier jorn d'aost      |                           |
| Giraut de Bornelh   | Lo dous chan d'un auzel                |                           |
| Gavaudan            | Desamparatz, ses companho              |                           |
| Gavaudan            | L'autre dia per un mati                |                           |
| Cadenet             | L'autrier lonc un bosc folhos          |                           |
| Gui d'Ussel         | L'autre jorn cost' una via             |                           |
| Gui d'Ussel         | L'autr' ier cavalcava                  |                           |
| Gui d'Ussel         | L'autre jorn per aventura              |                           |
| Paulet de Marselha  | L'autrier manei ab cor pensiu          |                           |
| Guiraut Riquier     | L'autre jorn m'anava                   | 1260                      |
| Guiraut Riquier     | L'autr' ier trobei la bergeira d'antan | 1262                      |
| Guiraut Riquier     | Gaia, pastorela                        | 1264                      |
| Guiraut Riquier     | L'autr' ier trobei la bergeira         | 1267                      |
| Guiraut Riquier     | D'Astarac venia                        | 1276                      |
| Guiraut Riquier     | A Sant Pos de Tomeiras                 | 1282                      |
| Joan Esteve         | L'autr' ier al gai tems de Pascor      | 1275                      |
| Joan Esteve         | El dous tems quan la flor sesplan      | 1285                      |
| Joan Esteve         | Ogan al freg que fazia                 | 1288                      |
| Guiraut d'Espanha ? | Per amor soi gai                       |                           |
| Cerverí de Girona   | Entre Lerida e Belvis                  |                           |
| Cerverí de Girona   | Entre Caldes e Penedes                 |                           |
| Cerverí de Girona   | En mai, can per la calor               |                           |
| Cerverí de Girona   | Pres d'un jardi, encontrei l'altredia  |                           |
| Joyos de Tolosa     | L'autr' ier el dous tems de Pascor     |                           |
| Guilhem d'Autpol    | L'autr' ier a l'issida d'abril         |                           |
| Anónimo             | L'autrier al quint jorn d'Abril        |                           |
| Anónimo             | Quant escavalcai l'autr' er            | Designado por Dansa.      |
| Anónimo             | Mentre per una ribeira                 | Designado por Porquieira. |